# シャーロット・ジェイ
シャーロット・ジェイ（Charlotte Jay、本名：ジェラルディン・ホールズ〈Geraldine Halls〉、1919年12月17日 - 1996年10月27日）は、オーストラリアの推理作家。著作はわずか9作のみと寡作だが、そのいずれもがそれまでにない作風だったため、ミステリ界において彼女の名声を高めている。
名字の「ジェイ」は旧姓で、著作の大半がその名義であるが、結婚後の本名であるホールズ名義の作品もいくつかある。

## 経歴
1919年12月17日、南オーストラリア州アデレードのメルヴィルという町に生まれる。全寮制寄宿女子校である私立ガートン校（現・アデレード・ペンブローク校）、及びアデレード大学を卒業後、オーストラリアとイングランドでタイピストとして働き、1942年から1950年までニューギニア島で裁判所の口述筆記官を務めた。
ユネスコに勤務していた東洋学者のアルバート・ホールズと結婚。アルバートはイングランドとオーストラリアにある東洋の古美術品を扱っていた。彼との結婚により、外国を訪れる機会が増え、その経験は後に著作に生かされた。処女作"The Knife Is Feminine" はオーストラリアを舞台としているが、その他の作品はパキスタン、日本、タイ、イングランド、レバノン、インド、パプアニューギニアやトロブリアンド諸島が舞台である。
長い作家生活を経て、1996年10月27日にアデレードの自宅で死去した。

## 受賞
1954年、長編『死の月』（原題："Beat Not the Bones" ）で、アメリカ探偵作家クラブにより新設されたエドガー賞 長編賞を受賞した。

## 映像化
犯罪小説"The Fugitive Eye" は、1961年にテレビドラマのシリーズとして映像化された。主演はチャールトン・ヘストン

## 作品リスト
シャーロット・ジェイ名義
- The Knife Is Feminine (1951)
- 死の月 Beat Not the Bones （ 1952年 /  1955年 早川書房 恩地三保子訳）
- The Fugitive Eye (1953)
- The Yellow Turban (1955)
- The Man Who Walked Away (1958)
- Arms for Adonis (1960)
- A Hank of Hair (1964)

ジェラルディン・マリー・ジェイ名義
- The Feast of the Dead (1956)

ジェラルディン・ホールズ名義
- The Cats of Benares (1967)
- Cobra Kite (1971)
- The Voice of the Crab (1974)
- The Last Summer of the Men Shortage (1977)
- The Felling of Thawle : a novel (1979)
- Talking to strangers : a novel (1982)
- This is My Friend's Chair (1995)